# Niesen
Niesen – szczyt w Alpach Berneńskich, części Alp Zachodnich. Leży w Szwajcarii w kantonie Berno, na południe od jeziora Thun. Często jest nazywany Szwajcarską Piramidą. Szczyt można łatwo zdobyć kolejką linowo-terenową Reichenbach z miejscowości Mülenen.